# Söğütlü, Kelkit
Söğütlü là một xã thuộc huyện Kelkit, tỉnh Gümüşhane, Thổ Nhĩ Kỳ. Dân số thời điểm năm 2008 là 2.443 người.